# 第6回カンヌ国際映画祭
第6回カンヌ国際映画祭（だい6かいカンヌこくさいえいがさい）は1953年4月15日から29日にかけて開催された。

## 受賞結果
- グランプリ：『恐怖の報酬』（アンリ＝ジョルジュ・クルーゾー）
- 男優賞：シャルル・ヴァネル（『恐怖の報酬』）
- 女優賞：シャーリー・ブース（『愛しのシバよ帰れ』）
- 脚本賞：ルイス・ガルシア・ベルランガ、ホアン・アントニオ・バリデム、ミゲル・ミウラ（『ようこそマーシャルさん』）
- 国際批評家賞：『ぼくの伯父さんの休暇』（ジャック・タチ）
- 国際カトリック事務局映画賞：『果てしなき地平線』（ジャン・ドレヴィル）
- 特別賞：ウォルト・ディズニー

## 審査員

### コンペティション部門
- 審査委員長 
  - ジャン・コクトー （フランス/作家）
- 審査員
  - アベル・ガンス (フランス/監督)
  - ティティナ・デ・フィリッポ (フランス/女優)
  - ルネ・フォール (フランス/女優)
  - エドワード・G・ロビンソン (アメリカ/俳優)
  - シャルル・スパーク (フランス/脚本家)
  - ジャック＝ピエール・フロジュレー (フランス/プロデューサー)
  - ジョルジュ・ヴァン・パリス (フランス/作曲家)
  - ルイ・ショーヴェ (フランス/ジャーナリスト)
  - アンドレ・ラング  (フランス/ジャーナリスト)
  - フィリップ・エルランジェ (フランス/歴史家)
  - ジョルジュ・ラギュイ (フランス/サンディカ代表)
  - ギー・デッソン (フランス/政治家・フランス国議会代表)

## 上映作品

### コンペティション部門
| 題名 原題                                                                | 監督                                                               | 製作国          |
| ------------------------------------------------------------------------ | ------------------------------------------------------------------ | --------------- |
| 1. April 2000                                                            | ヴォルフガング・リーベンアイナー                                   | オーストリア    |
| Awaara                                                                   | ラージ・カプール                                                   | インド          |
| Barabbas                                                                 | アルフ・シェーベルイ                                               | スウェーデン    |
| ようこそマーシャルさん Bienvenido Mister Marshall                        | ルイス・ガルシア・ベルランガ                                       | スペイン        |
| Bongolo                                                                  | アンドレ・コーヴァン                                               | ベルギー        |
| Call Me Madam                                                            | ウォルター・ラング                                                 | アメリカ合衆国  |
| 愛しのシバよ帰れ Come Back, Little Sheba                                 | ダニエル・マン                                                     | アメリカ合衆国  |
| 大佛開眼                                                                 | 衣笠貞之助                                                         | 日本            |
| Doña Francisquita                                                        | ラディスラオ・ヴァホダ                                             | スペイン        |
| フラメンコの魔性と神秘/グラン・アントニオ Duende y misterio del flamenco | エドガル・ネヴィール                                               | スペイン        |
| エル El                                                                  | ルイス・ブニュエル                                                 | メキシコ        |
| För min heta ungdoms skull (For the Sake of My Intemperate Youth)        | アルネ・マットソン                                                 | スウェーデン    |
| 原爆の子                                                                 | 新藤兼人                                                           | 日本            |
| 現代人                                                                   | 渋谷実                                                             | 日本            |
| Horizons sans fin (Endless Horizons)                                     | ジャン・ドレヴィル                                                 | フランス        |
| 私は告白する I Confess                                                   | アルフレッド・ヒッチコック                                         | アメリカ合衆国  |
| Intimate Relations                                                       | チャールズ・フランク                                               | イギリス        |
| La Provinciale (The Wayward Wife)                                        | マリオ・ソルダーティ                                               | イタリア        |
| 熱情のしぶき Le Red                                                      | エミリオ・フェルナンデス                                           | メキシコ        |
| La Vie passionnée de Clémenceau                                          | ジルベール・プルトー                                               | フランス        |
| Las Tres Perfectas Casadas                                               | ロベルト・ガバルドン                                               | メキシコ        |
| 恐怖の報酬 Le salaire de la peur                                         | アンリ＝ジョルジュ・クルーゾー                                     | フランス        |
| ぼくの伯父さんの休暇 Les vacances de Monsieur Hulot                      | ジャック・タチ                                                     | フランス        |
| リリー Lili                                                              | チャールズ・ウォルターズ                                           | アメリカ合衆国  |
| Luz en el Páramo                                                         | Víctor Urruchúa                                                    | ベネズエラ      |
| 緑の魔境 Magia verde                                                     | ジャン・ガスパーレ・ナポリターノ                                   | イタリア        |
| Nevjera (Perfidy)                                                        | ウラジミール・ポガッチ                                             | ユーゴスラビア  |
| 野性の男 O Cangaceiro                                                    | リーマ・バレット                                                   | ブラジル        |
| ピーター・パン Peter Pan                                                 | ハミルトン・ラスケ クライド・ジェロニミ ウィルフレッド・ジャクソン | アメリカ合衆国  |
| Sala de Guardia (Emergency Ward)                                         | トゥリオ・デミケリ                                                 | アルゼンチン    |
| Sie fanden eine Heimat (The Village)                                     | レオポルド・リントベルク                                           | イギリス スイス |
| 終着駅 Stazione Termini                                                  | ヴィットリオ・デ・シーカ                                           | イタリア        |
| The Heart of the Matter                                                  | ジョージ・モア・オフェラル                                         | イギリス        |
| 太陽は光り輝く The Sun Shines Bright                                     | ジョン・フォード                                                   | アメリカ合衆国  |
| Valkoinen peura (The White Reindeer)                                     | エリック・ブロムバーグ                                             | フィンランド    |